# Забродський Антон Григорович
Анто́н Григо́рович Забро́дський (1899—1989) — фахівець у галузі харчових технологій, доктор технічних наук (1958), професор (1961), заслужений діяч науки УРСР (1969).

## Життєпис
Народився 1899 року в селі Сидоровичі, (нині Іванківський район, Київська область). 1925 року закінчив Київський інститут народного господарства. До 1932 року працював на виробництві, протягом 1932-1934-х — старший науковий співробітник Всеукраїнського інституту плодоовочевої та ферментативної промисловості. В 1934—1941 роках — доцент Київського технологічного інституту харчової промисловості.
Брав участь у боях нацистсько-радянської війни, має державні та бойові нагороди.
Від 1947 року — в Українському НДІ спиртової та лікеро-горілчаної промисловості. Протягом 1948—1951 та 1955—1958 років — заступник директора з наукової частини, в 1951-1955-х — директор.
Протягом 1955—1958 років — завідувач лабораторії спиртового виробництва та методики хімічного контролю, в 1958-1694-х — технології спиртового та дріжджового виробництва, лабораторії біосинтезу жирів і білкових кормів в 1964—1977 роках, консультант (1977—1989).
Під його керівництвом
- розроблено та впроваджено технології виробництва кормових дріжджів, розварювання крохмалевмісної сировини в спиртовому виробництві
- обґрунтовано шляхи ефективного використання у народному господарстві упареної післяспиртової барди для утилізації відходів заводів з перероблення меляси.

Серед робіт:
- «Боротьба з втратами від інфекцій в спиртовому виробництві», 1950
- «Напівнеперервна схема виробництва спирту», 1951, у співавторстві
- «Водно-теплова обробка сировини в спиртовому виробництві», 1959
- «Виробництво кормових дріжджів на мелясно-спиртових заводах», 1972
- «Технологія та контроль виробництва кормових дріжджів», 1980.